# Реакция Шоттена — Баумана
Реакция Шоттена-Баумана — ацилирование аминов или спиртов хлорангидридами либо карбоновых кислот в присутствии водной щелочи, связывающей выделяющийся в ходе реакции хлороводород. Метод предложен в 1884 году для ацилирования аминов Карлом Шоттеном и распространен в 1886 году на спирты херальные комплексы Ойгеном Бауманом.

## Применимость и модификации
В качестве акцепторов хлороводорода в ацилировании по Шоттен-Бауману используются также карбонат, гидрокарбонат и ацетат натрия или калия, гидроксид магния и другие неорганические основания, в классическом варианте реакции используются относительно медленно гидролизующиеся хлорангидриды ароматических и алифатических карбоновых кислот:
В классическом варианте реакция проводится добавлением хлорангидрида к раствору амина или спирта в водной щелочи, в случае плохо растворимых аминов или спиртов — в двухфазной системе вода-органический растворитель. Поскольку полностью гидролиза хлорангидрида в условиях реакции избежать невозможно и реакционная среда должна оставаться щелочной до конца проведения ацилирования, хлорангидрид и щелочь берут с некоторым избытком (до 25 %).
В случае высокоактивных хлорангидридов (фосген, ацетилхлорид и т. п.) реакцию проводят в инертных растворителях в присутствии порошкообразного акцептора хлороводорода.
В качестве ацилирующих агентов в реакции могут использоваться и ангидриды карбоновых кислот, и другие галогенангидриды, в условиях реакции могут ацилироваться и тиолы.
Модификацией реакции Шоттен-Баумана является метод Эйнхорна, в котором в качестве акцептора хлороводорода и растворителя используется пиридин либо триэтиламин.

## Синтетическое применение
Реакция Шоттена-Баумана широко применяется как препаративный метод синтеза различных амидов и сложных эфиров, который позволяет вводить в реакцию и относительно низконуклеофильные амины и спирты: так, фенолы, которые не этерифицируются в условиях кислотного катализа по Фишеру, легко ацилируются по Шоттену-Бауману.
Другим достоинством метода является мягкость условий проведения реакции, так, в частности, защиту ацилированием аминокислотных аминогрупп в пептидном синтезе проводят в условиях Шоттена-Баумана.